# Hi-5 House
Hi-5 House (AFI: raifaivi haus) (en español: La Casa de Hi-5) fue una versión de la serie Hi-5. Fue creado originalmente por Helena Harris y Posie Graeme-Evans. Al igual que en las versiones anteriores, los jóvenes presentadores cantan, bailan, enseñan a hacer diferentes sonidos y cuentan historias. A partir de esta nueva versión, la banda australiana ha sufrido cambios en la generación actual desde 2012, como se muestra en la película Hi-5 Some Kind of Wonderful. La serie de televisión para niños originalmente grabada en Australia pasó a ser filmada en Singapur y Malasia a partir de 2013. 
Inicialmente, esta versión sería la temporada 14 de Hi-5 Australia en 2012, pero después de que se produjo un cambio en la producción cuando la empresa malaya Asiasons Compañy compró los derechos de Hi-5 Australia por 25 millones de dólares  (que hasta entonces era producido por Nine Network), entonces la temporada 14 no se produjo y fue reprogramado para el 2013. Sin embargo, a mediados de 2013, la producción dijo que Hi-5 se produciría en Singapur y cambiaría el nombre a Hi-5 House.

## Orígenes del programa
Inicialmente la temporada 14 de la serie original de Hi-5 sería grabada y emitida por Nine Network en 2012, con la llegada de Dayen Zheng, la nueva integrante se había unido a principios de 2012 en sustitución de Fely Irvine. Sin embargo, mientras estaban de gira por Asia, Southern Star vendió los derechos de la serie a la compañía malaya Asiasons Group, quienes planearon con seguir con la serie hasta el próximo año (2013). Tim Maddren y Cassey Burgess eran originalmente parte de este proyecto, sin embargo, anunciaron en diciembre del mismo año que saldrían, y oficialmente, el 19 de enero de 2013, Tim y Casey se despidieron oficialmente y dejaron de formar parte del grupo y la serie. Pero el 24 de enero de 2013 fueron anunciados oficialmente los 2 nuevos integrantes, Ainsley Melham y Mary Lascaris, quienes ya habían convivido con Casey y Tim en las audiciones, que fueron grabadas entre diciembre de 2012 y enero de 2013, el cual fue grabado como la primera película en la historia de Hi-5 llamada Hi-5 Some Kind of Wonderful, en la cual participa además de Casey y Tim como jueces, también participa Fely Irvine, quien en diciembre de 2011 había dejado el grupo, así como Lauren y Stevie como presentadores de las audiciones. Cabe señalar que Dayen Zheng, quien ya era integrante, audicionó de nuevo para que escogieran a su sustituta por si algún día enfermaba, o bien, dejaba el grupo. La presentación oficial de la nueva generación de Hi-5 fue el 24 de enero de 2013 en el centro comercial Westpoint en Melbourne, Australia. En junio de 2013, la productora ejecutiva Julie Greene, reveló las novedades del nuevo elenco y la serie para el sitio web OnScreenAsia. Entre las novedades, una de las que dijo fue que la nueva temporada se filmaría en Singapur y el nombre de la serie ahora sería Hi-5 House.

## Estreno en la TV
La nueva temporada de esta nueva generación de Hi-5, integrado por 3 nuevos integrantes Ainsley Melham, Dayen Zheng (quien se integró en 2012 solo en tours) y Mary Lascaris, y dos integrantes de la segunda generación Lauren Brant y Stevie Nicholson (integrante de Hi-5 desde 2008), tuvo su estreno el 4 de noviembre de 2013 en el canal Nick Jr. en Australia, así en Singapur por el canal Disney Junior y por el canal Okto en el mismo país, en Latinoamérica se estrenó el 17 de noviembre de 2014 un año después de su estreno en Australia, llamado en español La casa de Hi-5, pero semanas después siendo en Latinoamérica por un tiempo cancelado debido al estreno de la versión latina Hi-5 Fiesta, el cual después de terminar su temporada volvió las transmisiones en varios de los países latinos. El 6 de octubre de 2014 en Australia y Singapur, se estrena la segunda temporada con nueva integrante Tanika Anderson, quien sustituyó a Lauren Brant debido a que dejó la banda para concentrarse en su trabajo como diseñadora de modas. Se cree que esta temporada se estrene en América Latina a fines de 2016, después de terminar de estrenar la temporada 14 en todos los países latinos. Entre marzo y mayo de 2015, se grabó la tercera temporada en Malasia que se esperaba debutar en octubre de 2015, pero debido a que Stevie abandonaría la banda en diciembre la producción decidió postergar su estreno hasta 2016 para que Stevie dure un poco más en la serie. La temporada 16 estrenó el 11 de enero de 2016 en Asia, en esta temporada la alineación de los integrantes sigue siendo la misma de la segunda temporada de Hi-5 House.
En diciembre del 2015 debuta Lachie Dearing  como sustituto de Stevie, y en enero de 2016, se anuncia que Ainsley dejaba la banda para dedicarse a su carrera en el teatro, siendo remplazado por Chris White. El 25 de marzo de 2016 se estrenó a través de Netflix la temporada 16 en Latinoamérica con un nuevo doblaje.

## Segmentos
La serie tiene este nombre debido a que el ajuste de cada segmento individual son partes de una casa.
- Formas espaciales: Segmento conformado por Stevie Nicholson en la sala de estar. Este segmento explora la forma, el color, la textura y el patrón de uso de diversos tipos de aprendizaje ayudas incluyendo cajas de colores, figuras y plastilina.
- Movimientos corporales y Juegos: Segmento conformado por Mary Lascaris en el jardín. Este segmento fomenta el desarrollo de habilidades corporales de coordinación a través del baile, saltando, jugando y cantando.
- Rompecabezas y patrones: Segmento conformado por Dayen Zheng y Jup Jup en la cocina .Este segmento se centra en el pensamiento lógico y la matemática que miran los números, rompecabezas, patrones y resolución de problemas. Este segmento también cuenta con Jup Jup-, un títere extranjero que no es visto por Dayen, pero constantemente le ayuda resolviendo problemas.
- Haciendo Música: Segmento conformado por Ainsley Melham en la sala de música . Este segmento musical mira a conceptos tales como ritmo, el tono y la melodía utilizando pianos, guitarras, campanas y otros instrumentos en su ayuda.
- Juego de Palabras: Segmento conformado por Lauren Brant (T1), Tanika Anderson (T2- T3) y Chinni en el dormitorio. Este segmento ayuda a aprender nuevas palabras en el lenguaje y los sonidos con la ayuda de su amiga títere Chinni.
- Chinni: segmento conformado por Chini, en una biblioteca. Este nuevo segmento explora el mundo dentro de la caja Chinni y se centra en el aprendizaje del lenguaje}.Este segmento también cuenta con Tinka, un robot de juguete a quien Chinni enseña a hablar, además de los gusanitos de la biblioteca: Horacio y Aristóteles, quienes viven aventuras con Chini en este nuevo segmento.
- Compartiendo Historias: segmento conformado por todos los integrantes en el patio trasero. Este penúltimo segmento en todos los episodios incluye los cinco presentadores, que se unen para presentar una historia.  Este segmento promueve las habilidades sociales y resolución de problemas en grupo.

## Reparto

### Stevie Nicholson (2007-2015, 2018)
Stevie nació el 30 de diciembre de 1983 en Melbourne, Australia fue el reemplazo del miembro original de la banda Tim Harding después que sufrió de un accidente en 2007, Stevie fue escogido para reemplazarlo gracias a su carisma y personalidad. En 2008 (temporada 10 de Hi-5), Stevie fue un año en la parte del segmento musical. Ya con la salida de Nathan Foley ese mismo año en el que el decidió retirarse junto a Kellie y Charli (cumplió 10 años en Hi-5) entró en el segmento en el que actualmente forma parte "formas espaciales".
Stevie en agosto de 2015 anuncia su salida del grupo después de casi 9 años en diciembre, pero en 2018, Stevie anunció el regreso al grupo para la nueva fase de la gira Hi-5 Supers, en el que sustituye a Lachie Dearing, que lo sucedió antes.

### Lauren Brant (2009-2014)
Lauren Marie Brant nació el 24 de febrero de 1989 en Durban, África del Sur y creció en Sídney, Australia fue el reemplazo del miembro original de la banda Charli Robinson después que decidió retirarse luego de 10 años en Hi-5, para nuevas oportunidades en el medio, Le encanta el amor y que ama estar frente a una audiencia. Dice ser parte de la familia más cariñosa y bella, siendo la única hermana de tres hermanos mayores, dice vive fascinada por el agua, el fuego, la tierra, el sol, la luna y las estrellas - porque le encanta la belleza natural. Actualmente, Lauren fue reemplazada por Mary Lascaris en el manejo de Mover, en cuanto ella reemplaza a su excolega Casey en Palabras con Chini. Desde la segunda temporada, Lauren fue reemplazada por Tanika Anderson, debido a que dejó la banda para desempeñar su trabajo como diseñadora de modas.

### Tanika Anderson (2014-2016, 2018)
Tanika Anderson entró desde abril de 2014, grabando la segunda temporada de Hi-5 House y reemplazando Lauren Brant. Tanika participó en la gira "House Party" como titiritera haciendo la voz de Chinni, y tuvo la oportunidad de reemplazar a Mary Lascaris en varios shows cuando esta se encontraba enferma. Ella forma parte del segmento Juegos de palabras. En 2016 fue reemplazada por Courtney Clarke en la serie. A la salida de la serie de Courtney se desarrolla la gira: Hi-5 Supers donde Tanika tomó su lugar

### Dayen Zheng (2012-2016)
Entró en Hi-5 en 2012, reemplazando a Fely Irvine. Dayen nació el 15 de enero de 1990 en Corea del Sur y se mudó a Australia en 1996 con sus padres. Ella comenzó a integrar Hi-5 a partir de las gira "Holliday Tour" (o "Vacaciones: el espectáculo") al igual que Fely en el segmento de Rompecabezas con Jup Jup. Ella actualmente ya no es parte del elenco, siendo substituida por Siobhan Clifford

### Mary Lascaris (2013-2016)
Entró en Hi-5 en enero de 2013, nacida el 27 de octubre de 1988 y fue a principios de la sucesora de Casey Burgess, que ahora está en su lugar de Lauren Brant que hacía el segmento de movimiento corporal. Mary ha estado trabajando para 'Bop Till You Drop " como animadora de una fiesta infantil, así como la enseñanza de canto, la danza y el teatro para fomentar la confianza en los niños pequeños. Mary siempre ha tenido una pasión para llevar a cabo en la industria infantil. Ser un miembro de Hi-5 es un sueño hecho realidad. Ella agradece a su amada familia, amigos, maestros y agentes de IWM por su constante apoyo y aliento para llegar a este momento. A su salida de Hi-5 en 2016 fue reemplazada por Bailey Spalding en la serie

### Ainsley Melham (2013-2016)
Ainsley nació el 2 de diciembre. También entró en Hi-5 en enero de 2013 con Mary Lascaris, reemplazando Tim Maddren y recientemente sucedido por Gabe Brown en 2016 y Chris White en 2017. Comparado con su predecesor, Ainsley se graduó de la Academia de las Artes de Australia, que tiene talento en la música, la danza y la actuación. El formó parte del segmento musical de la serie. En la producción de la última temporada de Hi-5 es reemplazado por Joe Kalou

### Jup Jup
Es una pequeña criatura que aparece en parte de Rompecabezas con Dayen Zheng, en realidad, Jup Jup ayuda Dayen cuando tiene que encontrar un objeto, sin embargo, no parece a ella, sólo entregar el objeto, en el que, Dayen encuentra misteriosamente. Su vocabulario es limitado, siendo que las palabras que usa más es "Jup Jup". Ello tiene la apariencia de un pulpo, es púrpura, tiene ojos saltones tentáculos verde con patas amarillas y tiene tentáculos cables (verde y púrpura) a la cabeza.

### Chini
Chini actuó junto con Kellie Crawford en 1999-2008, Jenn Korbee en la versión americana 2003-2006 y Casey Burgess en 2009-2011, ahora con Lauren Brant (2014), Tanika Anderson (2015) y también su propio conjunto de la serie con Tinka. Ella es muy parlanchín y le encantan los juegos de palabras. Su nombre original es Chatterbox (Chats). Se parece a una lombriz gigante y es colorida, nariz roja, pelo rastafari con tererês coloridas, lleva gafas y utiliza una campana de color.

### Robot Tinker
Es una robot de asistencia de Chini, ella es mitad robot mitad humana.

### Bookworms (Los gusanitos de biblioteca)
Los dos personajes que comienzan con esta versión, son dos gusanitos que están en un gabinete del libro en la nueva esquina de Chinni.

## El fin de las formaciónes de Hi-5 House
Lauren Brant dejó la banda en junio de 2014 para dedicarse a su carrera como actriz, así como concentrarse en su negocio en el que milita como diseñadora de modas, Loliboli, siendo reemplazada por Tanika Anderson, quien ya había sido parte de la gira Hi-5 house hits en el que ella era la suplente de Mary o cualquier otro miembro por si enfermaba.
Stevie Nicholson anunció su salida de la banda en agosto de 2015, saliendo en diciembre del mismo año, para dedicarse a su carrera como escritor de libros para niños llamado Superdudes, siendo reemplazado por cantante y bailarín Lachie Dearing, Lachie debutó un año antes de ser trasladado a la nueva línea de Hi-5 en 2017.
También se confirmó el debut de cantante y actor chileno-australiano Gabe Brown en enero de 2016, cuando a sucedió Ainsley Melham que dejó el grupo para seguir una nuevas obras musicales Xanadú y Aladdin. La serie tendría una cuarta temporada con el estreno de dos nuevos miembros, pero en mayo, Gabe dejó la agrupación por razones circunstanciales, y las nuevas grabaciones de Hi-5 House Temporada 4 fueron canceladas. En su lugar, entró Chris White.
Dayen, Mary y Tanika anunciaron que se retirarían de la banda en diciembre de 2016, ya que sus contratos no fueron renovados para dar lugar a una nueva generación de Hi-5 (o Hi-5 2017), la última aparición será a finales de 2016 desde que se anunció el 4 de diciembre de ese mismo año, y en 6 de diciembre, quien también anunció su despedida fue Chris White, ello nunca trabajó en cualquiera próxima temporada.
Con la renovación de la serie, el anuncio de la reactivación de Hi-5 Australia por Nine Network, se considera como el fin de Hi-5 House, pero algunos elementos (La Casa de Chinni y los Jupsters, que fueron lanzados en giras de Hi-5 en 2016) se presentarán en la nueva temporada en 2017.

## Canciones
Se planearon 75 episodios y se dividen en 3 temporadas.
La serie hasta hoy tiene 75 episodios estrenados en tv que se dividen entre la primera, segunda y tercera temporada. 

### Temporada 1 (14) (2013)
- Rodaje: agosto-octubre de 2013
- Primera Exhibición: 4 de noviembre de 2013 (Australia)
9 de diciembre de 2013 (Asia)
- Exhibición en Latinoamérica: 17 de noviembre de 2014

Primera temporada de Mary Lascaris, Ainsley Melham y Dayen Zheng
Último temporada con Lauren Brant.
- Come on in (Español: "Entra ya!")
- Move Your Body (Español: "Tu cuerpo moverás")
- Reach Out (Español: "Tu sueño atraparas")
- So Many Animals (Español: "Hay animales")
- Dance with the Dinosaurs (Español: "Baile de los dinosaurios")

### Temporada 2 (15) (2014)
- Rodaje: abril-junio de 2014
- Primera exhibición: 6 de octubre de 2014 (Australia)
8 de diciembre de 2014 (Asia)
- Exhibición en Latinoamérica: 4 de abril de 2016 (Brasil)
9 de enero de 2017 (Latinoamérica)

Primera temporada con Tanika Anderson.
- It's Our Planet (Español: Es Nuestro Planeta)
- Starbust (Español: "Estrella supernova")
- Give Five (Español: Dame Cinco)
- It's a Party (Español: Es una Fiesta)
- Playtime (Español: Recreo)

### Temporada 3 (16) (2016)
- Rodaje: marzo-mayo de 2015
- Primera exhibición: 11 de enero de 2016 (Australia)
26 de septiembre de 2016 (Asia)
- Exhibición en Latinoamérica: 23 de marzo de 2016 en Netflix LA,  19 de febrero de 2019 (Latinoamérica)

Última temporada con Tanika Anderson, Stevie Nicholson, Dayen Zheng, Ainsley Melham y Mary Lascaris.
Por esta razón, los canales australianos decidieron no pasar esta serie en octubre de 2015 y postergarla hasta 2016 cuando Stevie saliera y Ainsley abandonó el grupo un mes más tarde.
- Animal Dance (Español: Como un Animal)
- Action Hero (Español: Héroes en acción)
- The Best Things in Life Are Free (Español: La vida hay que disfrutar)
- Sounds of the City(Español: Sonidos de la ciudad)
- T.E.A.M (Español: Somos un equipo)

## Palabras con chinni
En las tres temporadas la palabra es a b c (igual que en la temporada 1 y 2 de usa).

### Lauren Brant (HI-5 HOUSE 1)
Temporada 14 (Temporada 6 en Discovery Kids)
- A.B.C - Semana de entra ya
- A.B.C - Semana de cuerpos
- A.B.C - Semana de atrapa tu sueño
- A.B.C - Semana de animales
- A.B.C - Semana de dinosaurios

### Tanika Anderson (HI-5 HOUSE 2)
Temporada 15 (Temporada 7 en Discovery Kids)
- A.B.C - Semana de es nuestro planeta
- A.B.C - Semana de estrella supernova
- A.B.C - Semana de dale esos cinco
- A.B.C - Semana de hay una fiesta
- A.B.C - Semana de recreo

### Tanika Anderson (HI-5 HOUSE 3)
Temporada 16 (Temporada 8 en Discovery Kids)
- A.B.C - Semana de danza animal
- A.B.C - Semana de heroes
- A.B.C - Semana de amor y paz
- A.B.C - Semana de ciudad
- A.B.C - Semana de equipos

## Discografía
- Hi-5 Hot hits (2014) : Con canciones de la primera y segunda temporada.
- Holidays (2015) : basada en Navidad

### Tours
- Hi-5 House Party (2013) (presentación del grupo) Con canciones de la Temporadas 1, 14, 8 y 7 de Hi-5 Australia.
- Hi-5 Hot Hits (2014) (presentando a Tanika Anderson).
- Hi-5 House of Dreams (2015) (última tour de Stevie Nicholson)
- Hi-5 Song Fest (2016) (presentando a Lachie Dearing y última tour de Ainsley Melham. Un mes más tarde, debutó Gabe Brown, pero tres meses más tarde, debuta Chris White como nuevo integrante.
- Hi-5 Fairytale (2016) (nueva versión de Hi-5 2009, última tour de Tanika Anderson, Dayen Zheng, Mary Lascaris y Chris White)
- Hi-5 Supers (2018-2019) (La nueva fase del show que marca el regreso de Stevie Nicholson y Tanika Anderson en las giras)

## Miembros

### Miembros 2012-2016
- Lauren Brant (tour holiday) (2012) - (Hi-5 house 1) (2014)
- Stevie Nicholson (Tour Holiday) (2012) - (Hi-5 house 3, regresa en Hi-5 Supers) (2015, 2018)
- Ainsley Melham (Serie 1 Hi-5 house) (2013)- (Hi-5 songfest tour)(2016)
- Dayen Zheng (Tour Holiday) (2012) - (Hi-5 fairytale tour) (2016)
- Mary Lascaris (Serie 1 Hi-5 House) (2013) - (Hi-5 fairytale tour) (2016)
- Tanika Anderson (Serie 2 Hi-5 House) (2014) - (Hi-5 fairytale tour, regresa en Hi-5 Supers) (2016, 2018)

### Miembros remplazantes en giras
- Tanika Anderson (Reemplazó a Mary en el tour de 2013).
- Jessica Harm (Reemplazó a Mary en el tour de 2014).
- Hugh Barrington (Reemplazó a Stevie en el tour de 2015).
- Jess Meyer (Reemplazó a Mary en el tour de 2015).
- Lachie Dearing (Reemplazó a Stevie en el tour de 2016).
- Gabe Brown (Reemplazó a Ainsley en el tour de 2016).
- Chris White (Reemplazó a Gabe en el tour hasta diciembre de 2016).
- Jessica Redmayne (Reemplazó a Mary en el tour de 2016).
- Robbie Bruegel (Reemplazó a Mary en el tour de 2016).

## ¿Sabías que...
- En la promo del tour Hi-5 House party, que inició en noviembre del 2013 en Australia, Lauren llevaba un uniforme de equipo, por lo que se sospechó que la Canción "Un Gran Equipo" (o T.E.A.M. en la versión original) entraría como una de las canciones de la temporada 14, sin embargo, sería hasta la temporada 16 que la canción entraría a la serie como parte de las canciones semanales.
- En la canción "It's A Party" (Eso sería en español como "Es una fiesta") de la temporada 2 original (2000), hay una parte del coro en el que se dice el nombre de la nueva serie : Hi-5 House. Sin embargo, esta canción (como sucedió con "Un Gran Equipo") no fue añadida a la lista de canciones en la temporada 14, sino hasta la temporada 15, en la cual debutó Tanika como nueva integrante.
- Todas las canciones contenidas en las dos temporadas de La Casa Del Hi-5, se combinaron para el álbum llamado "Hi-5 Hot Hits".
- "Five food groups" (o Cinco grupos de alimentos), a pesar de ser una canción nueva, no aparece en ninguno de los temas de la serie, ya que fue grabada especialmente para una campaña publicitaria de una compañía de alimentos llamada Dumex .
- A partir de la T15, se empezaron a reutilizar vestuarios de la segunda generación (2009-2013), en canciones de las nuevas temporadas. A continuación daré una lista de las canciones de donde salieron los vestuarios para las temporadas actuales :
  - Para la canción de la T15 grabada en 2014 "It´s our planet" (o llamada en español Nuestro planeta) se utilizó el vestuario de las canciones de la temporada 11 "Detente Mira y Escucha" y  "Las cuatro estaciones, ambas grabadas en 2009.
  - Para la canción de la T15 "Give Five" (también llamada Dame cinco en español) se utilizó el vestuario de la canción de la T12 "Backyard Adventures" (también conocida como Aventuras en el Jardín en español), grabada en 2010.
  - Para la canción de la T15 "It´s a Party" (en Español Es una Fiesta) se utilizó el vestuario de la canción "Turn The Music Up" (o conocida en español como Música tendrás), canción de la T12 grabada en 2010.
  - Para la canción de la T15 "Playtime" (en Español Recreo) se utilizó el vestuario de la canción "Toy Box" (o conocida en español como El Baúl de los Juguetes), canción de la T12 grabada en 2010.
  - Para la canción de la T16 "The Best things in life are free" (en Español Las mejores cosas de la vida son gratis) se utilizó el vestuario de la canción "L.O.V.E" , canción de la T13 grabada en 2011.
- La única canción de la T15 que tenía nuevos trajes, fue en "Starbust" (En español Estrella Supernova). Parte de la vestimenta (armadura) se utilizó en gira Hi-5 House Hits, cuando ellos cantaban "Tengo Un Robot". Es la primera vez que las luces se ponen en los trajes.
- Hablando de eso, es la segunda vez que Stevie Nicholson interpreta la canción "Playtime" en la T15 y "The best things on life are free" en la T16 (ahora con la entones-nueva formación), la primera vez fue en su debut en 2008 en la temporada 10 cuando se integraba con Kellie Crawford, Nathan Foley, Charli Robinson y Sun Pezzimenti.
- El traje de gira Hi-5 House Hits fue utilizado para la portada del álbum "Hi-5 Hot Hits" y también para la temporada 16 en la canción "Un Gran Equipo".
- Gabe Brown sería el primer latino en ser miembro del grupo australiano, ello era chileno. Sin embargo, tres meses después, Gabe renunció la banda y 8 meses más tarde, Chris White renunció la banda en el finales de 2016.